# ميدان بيكاديلي

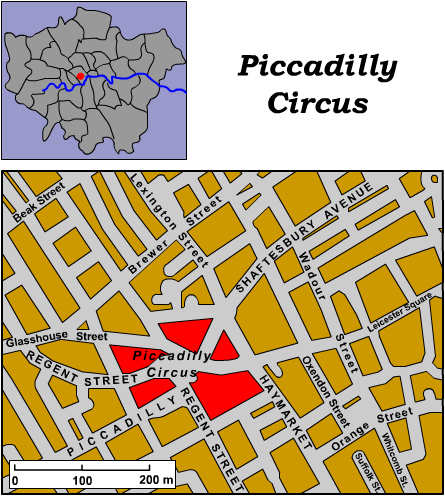
موقع الميدان من مدينة لندن

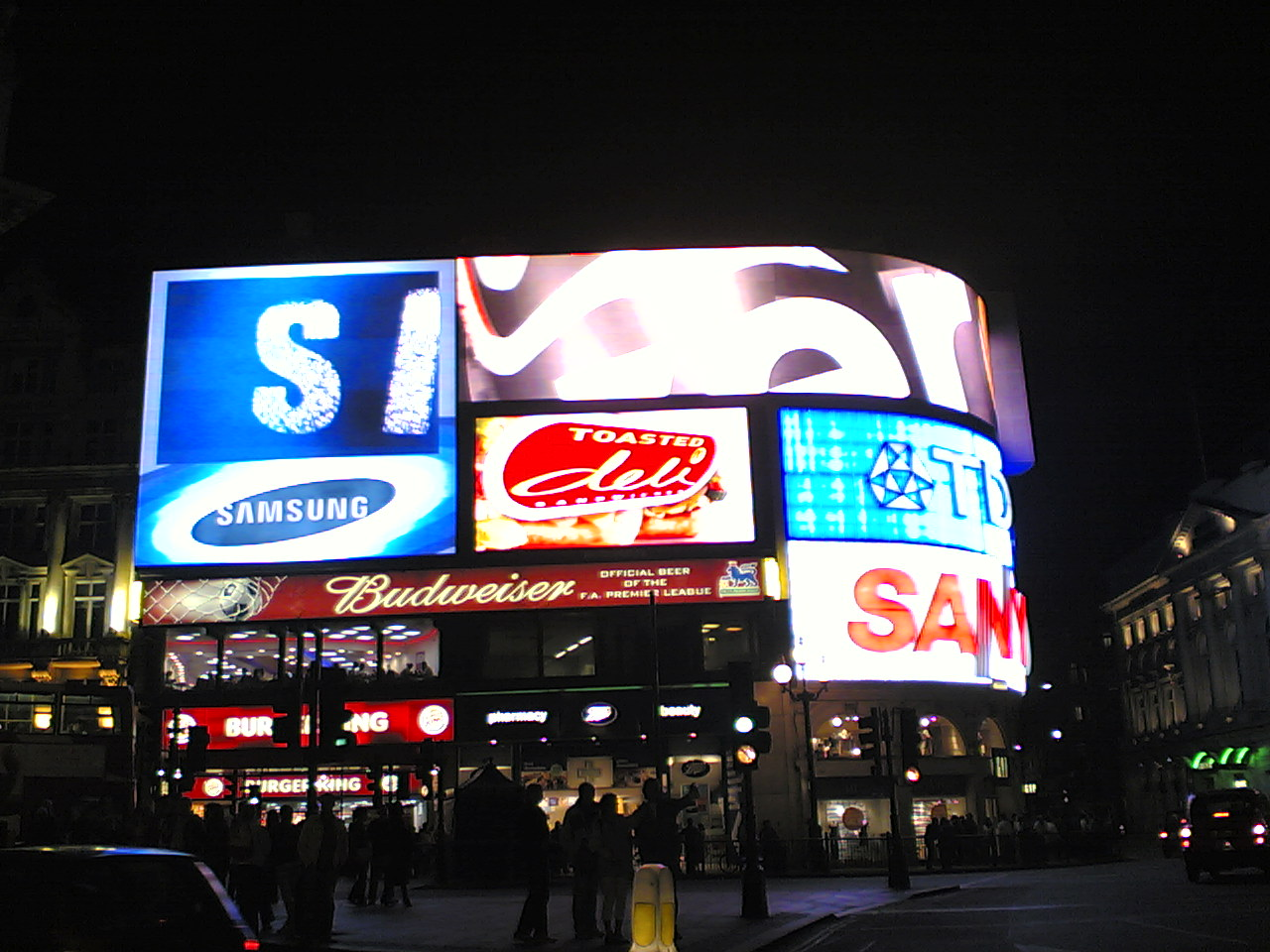
شاشات ميدان بيكاديلي الضخمة أحد أهم معالم الميدان

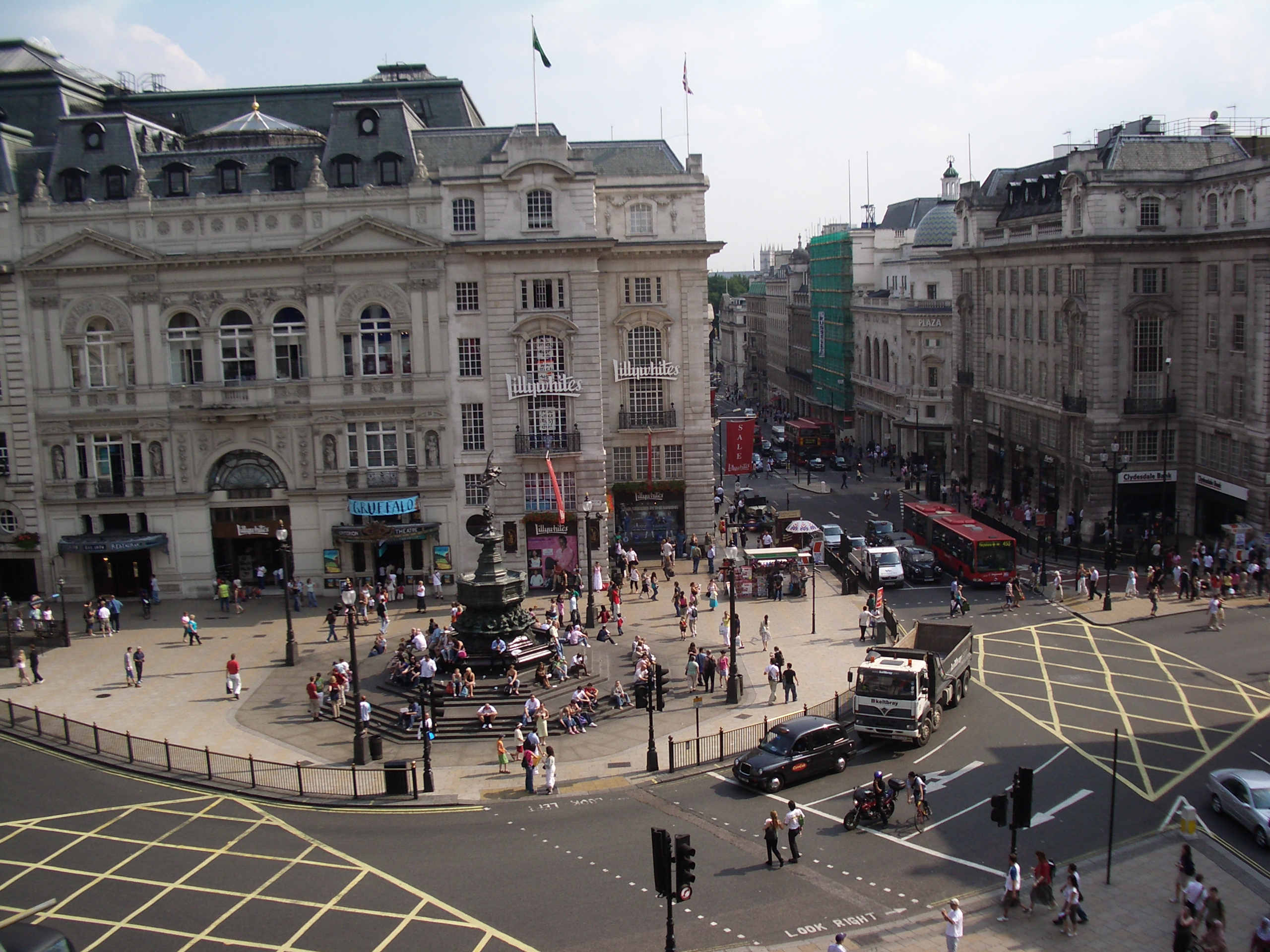
منظر نهاري لميدان بيكاديلي ويظهر فيه النافورة الشهيرة ايروس

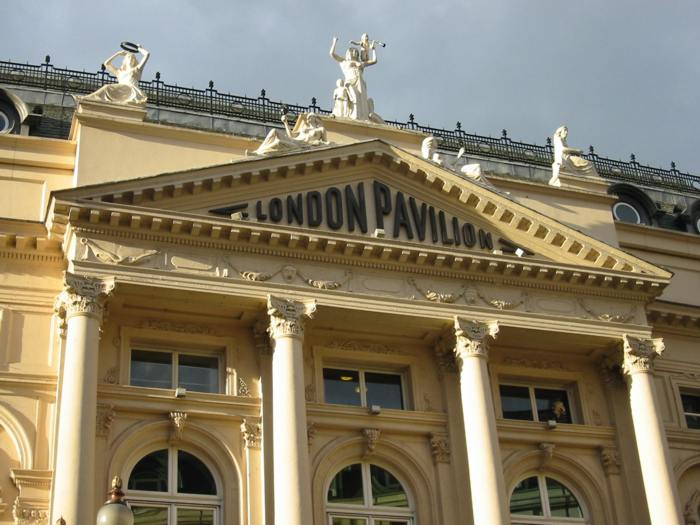
واجهة لندن بافيليون

ميدان بيكاديلي أو سيرك بيكاديلي (بالإنجليزية: Piccadilly Circus) أحد أشهر ميادين مدينة لندن في جهة ويست إند في ويستمنستر. بني الميدان عام 1819 لربط شارع ريجنت مع بيكاديلي. يعتبر ميدان بيكاديلي أحد أهم وجهات السياح وسكان لندن على حد سواء حيث تضم هذه المنطقة وما حولها العديد من أماكن الترفيه والمحلات والأسواق والسينمات والمسارح والمطاعم والمقاهي والتي تنتشر لقربها من ليستر سكوير (ميدان ليستر) ومركز تروكوديرو (تروكوديرو سنتر) الذي هو جزء من لندن بافيليون أو سرادق لندن.

## التاريخ
يتصل ميدان بيكاديلي بشارع بيكاديلي، وهو طريق ظهر اسمه لأول مرة في عام 1626 وسمي قاعة بيكاديللي على اسم منزل ينتمي إلى روبرت بيكر، وهو خياط شهير لبيع بيكادبيل أو بيكادويل، وهو مصطلح يشير إلى أنواع مختلفة من الياقات. كان الشارع يعرف باسم شارع البرتغال في عام 1692 تكريماً لكاثرين براغانزا، الملكة التي كانت زوجة الملك تشارلز الثاني، ولكن عرف باسم بيكاديللي في عام 1743. تم إنشاء ميدان بيكاديلي في عام 1819، عند تقاطع شارع ريجنت، والذي كان يتم بناؤه بعد ذلك تحت تخطيط جون ناش في موقع منزل وحديقة تابعة للسيدة هوتون. كان التقاطع يعرف باسم سيرك ريجنت الجنوبي (تماما كما كان يعرف سيرك أكسفورد باسم سيرك ريجنت الشمالية) ولم يبدأ يعرف باسم سيرك بيكاديلي حتى منتصف 1880s، مع إعادة بناء ربع شارع ريجنت وبناء شارع شافتسبري. في الفترة نفسها خسر الميدان شكله الدائري.

## أهم المعالم

### اللوحات المضيئة

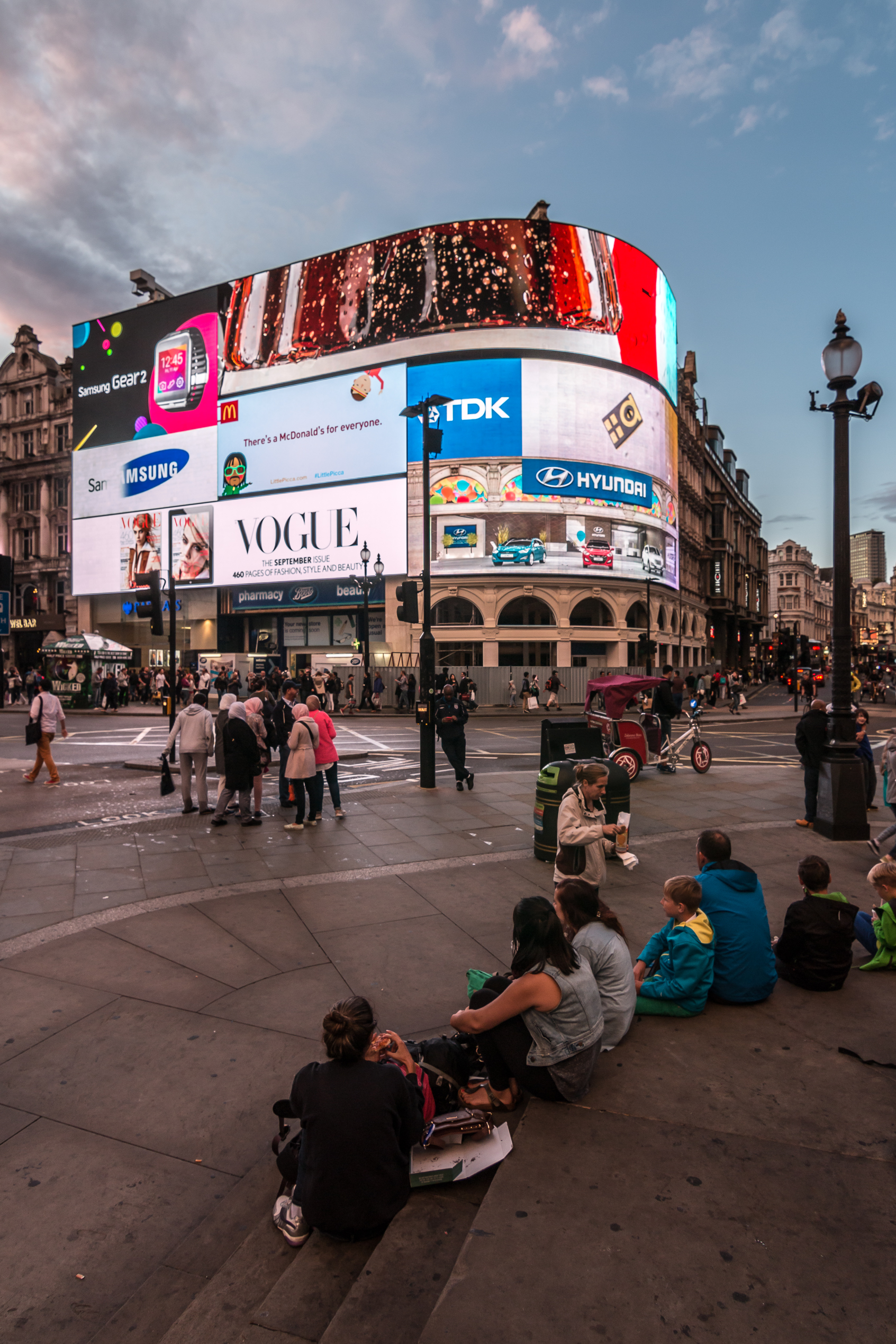
لافتات مضيئة لميدان بيكاديلي فجر 2014

يضم الميدان شاشات عرض من نوع إل إي دي حيث قامت شركة داكترونيكس العالمية بتركيب شاشة ضخمة على الواجهة.

### نافورة ميموريال أو نافورة ايروس

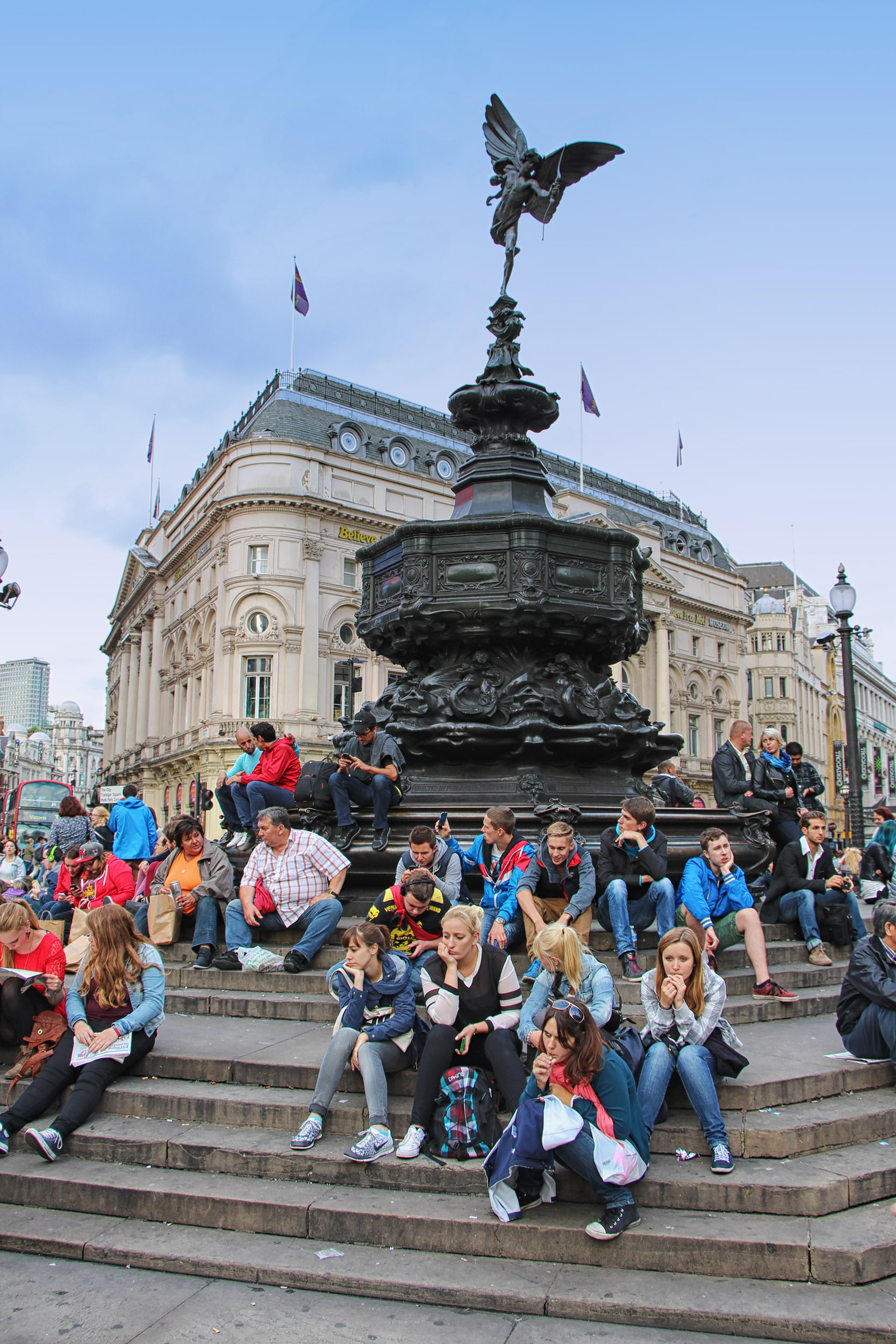
سائحون يجلسون على درجات نافورة شافتسبري التذكارية.

في الجانب الجنوبي الشرقي من الميدان، تقع نافورة شافتسبري التذكارية التي انتقلت بعد الحرب العالمية الثانية من موقعها الأصلي في المركز. أقيمت النافورة في 1892-1893 لإحياء ذكرى الأعمال الخيرية للورد شافتسبري، السياسي الفيكتوري والمحسن والمصلح الاجتماعي. موضوع النصب التذكاري هو الإله اليوناني أنتروس وأعطيت اسم ملاك المسيحية الخيرية.

### مسرح كرايتيرون

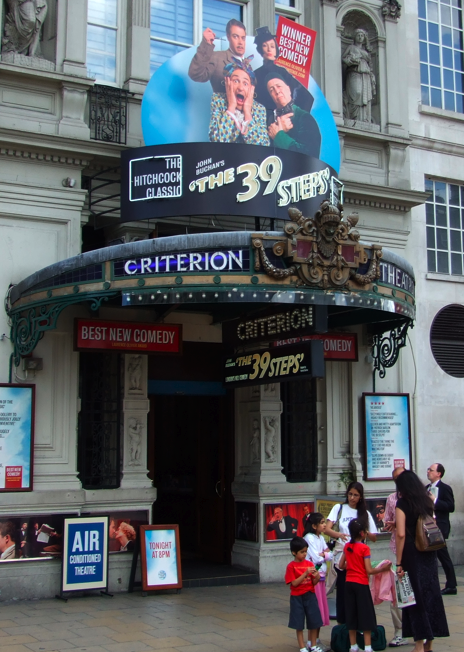
صورة لمسرح كرايتيرون.

مسرح كرايتيرون،(بالأنجليزية:Criterion Theatre)، وهو مبنى مدرج من الدرجة الثانية، يقع على الجانب الجنوبي من ميدان بيكاديلي. وبصرف النظر عن منطقة شباك التذاكر، يقع المسرح، مع ما يقرب من 600 مقعد، تحت الأرض ويتم الوصول إليه عن طريق درج من البلاط. وتستخدم الأعمدة لدعم كل من دائرة اللباس والدائرة العليا، مما يحد النظر من العديد من المقاعد في الداخل.
تم تصميم المسرح من قبل توماس فيرتي وافتتح كمسرح في 21 مارس 1874، على الرغم من أن الخطة الأصلية كانت أن يصبح قاعة للحفلات الموسيقية. في عام 1883، تم إغلاقه لتحسين التهوية واستبدال المصابيح الغازية بأضواء كهربائية وأعيد فتحه في العام التالي. تم إغلاق المسرح في عام 1989 وتم تجديده على نطاق واسع، وتمت إعادة فتحه في أكتوبر 1992.

### لندن بافلون
على الجانب الشمالي الشرقي من ميدان بيكاديلي، على الزاوية بين شارع شافتسبري وشارع كوفنتري، يقع لندن بافلون (بالإنجليزية:London Pavilion). تم بناء أول مبنى يحمل الاسم في عام 1859 وكان قاعة للموسيقى. في عام 1885، تم بناء شارع شافتسبري في الموقع السابق للبافلون، وتم بناء لندن بافلون الجديد، الذي كان أيضا بمثابة قاعة للموسيقى. في عام 1924 تم نصب اللوحات الإعلانية الكهربائية على جانب المبنى.
في عام 1934، خضع المبنى لتغيير هيكلي كبير وتم تحويله إلى سينما. في عام 1986، أعيد بناء المبنى، والحفاظ على واجهة 1885، وتحويله إلى ممر للتسوق. وفي عام 2000، كان المبنى متصلاً بمركز تروكاديرو المجاور، وتم تغيير اللافتات على المبنى في عام 2003 لتقرأ «لندن تروكاديرو». الطابق السفلي من المبنى مرتبط مع محطة مترو الأنفاق.

### المتاجر الرئيسية
تم بناء متجر سوان آند إيدجر (بالإنجليزية: Swan & Edgar) السابق على الجانب الغربي من الميدان بين بيكاديلي وشارع ريجنت في 1928-29 لتصميم من قبل ريجنالد بلومفيلد. منذ إغلاق المتجر في أوائل 1980s، أخذ الموقع على التوالي متجر لندن الرائد في الموسيقى برج السجلات وفيرجن ميغاستور وزاففي. المحتل الحالي للموقع هو ماركة الملابس سترنج.
ليلي وايت (بالإنجليزية: Lillywhites) هو متجر تجزئة رئيسي للسلع الرياضية يقع على زاوية الميدان وشارع ريجنت السفلى، بجوار نافورة شافتسبري. انتقل إلى موقعه الحالي في عام 1925. يحظى ليلي وايت بشعبية كبيرة بين السياح، ويقدم البضائع المخفضة بانتظام، بما في ذلك قمصان كرة القدم الدولية بتخفيض يصل إلى 90٪. غالبًا ما تعتبر فورتنم آند ماسون (بالإنجليزية: Fortnum & Mason) القريبة جزءًا من منطقة تسوق ميدان بيكاديلي وتُعرف بقاعة الطعام الواسعة.

### مكتب الإطفاء في المقاطعة

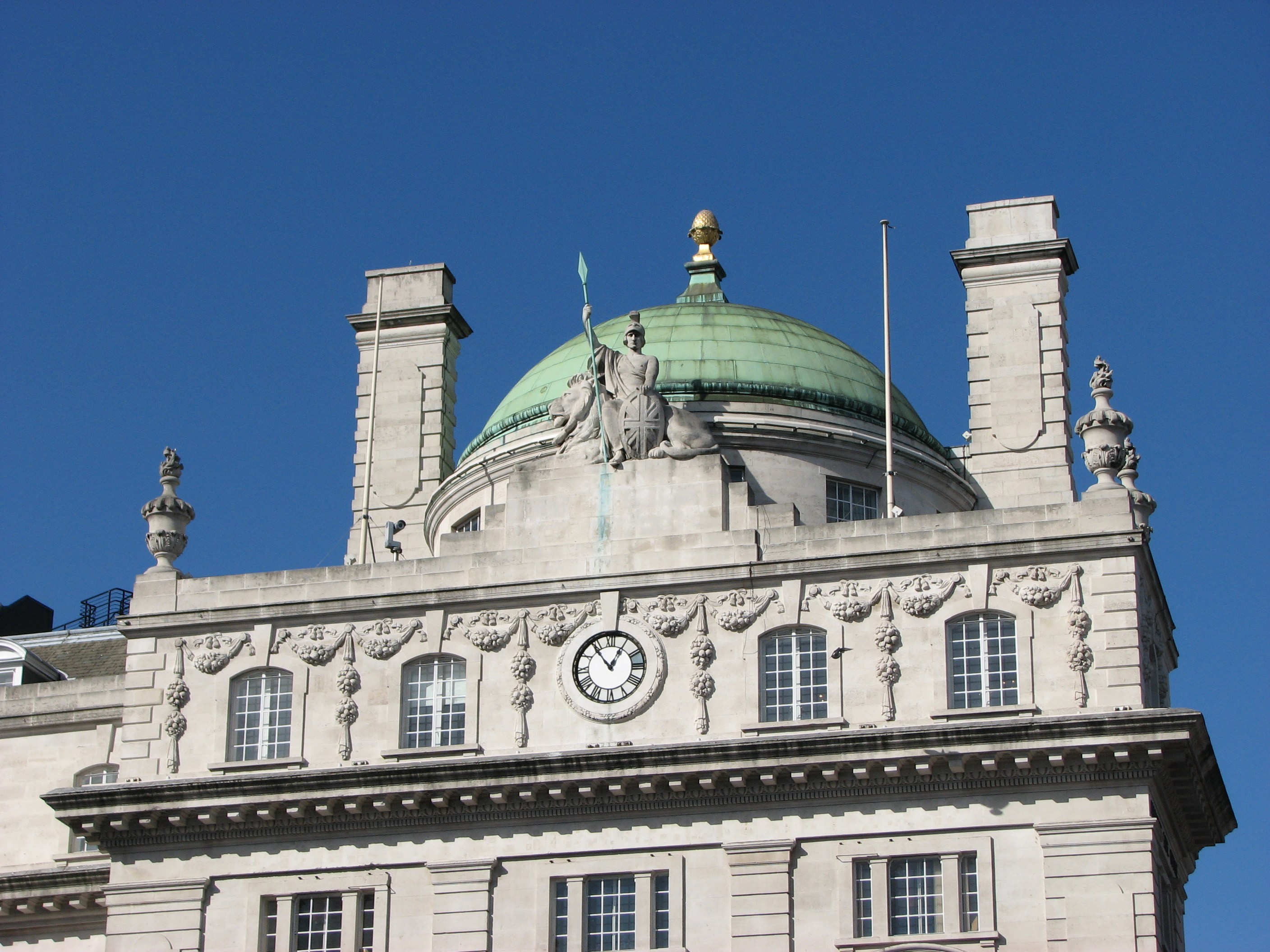
سقف مكتب الإطفاء بالمقاطعة، مع قبة وتمثال لبريتانيا.

يهيمن مبنى مكتب مكافحة الحرائق في المقاطعة على الجانب الشمالي من الميدان، على زاوية شارع جلاسهاوس، مع تمثال بريتانيا على السطح. تم تصميم المبنى الأصلي من قبل جون ناش كنهاية جنوبية قصوى من رباعية شارع ريجنت. وقد تأثرت واجهته الدرامية بشكل واضح ببيت سومرست القديم لإنيغو جونز. على الرغم من أن روبرت أبراهام كان المهندس المعماري لشركة التأمين في المقاطعة، إلا أنه ربما كان ناش هو الذي قام باختيار التصميم. في 1924 تم هدم مكتب الإطفاء في المقاطعة القديمة واستبداله بمبنى مماثل ولكن أكثر خشونة تم تصميمه من قبل ريجنالد بلومفيلد، ولكن مع الاحتفاظ بتماثيل بريتانيا. أثناء غارة لندن كانت البناية الوحيدة في الميدان التي تضرّرت، مع الهدم في بعض أجزاء النوافذ. المبنى مدرج من الدرجة الثانية.

## محطة مترو الأنفاق

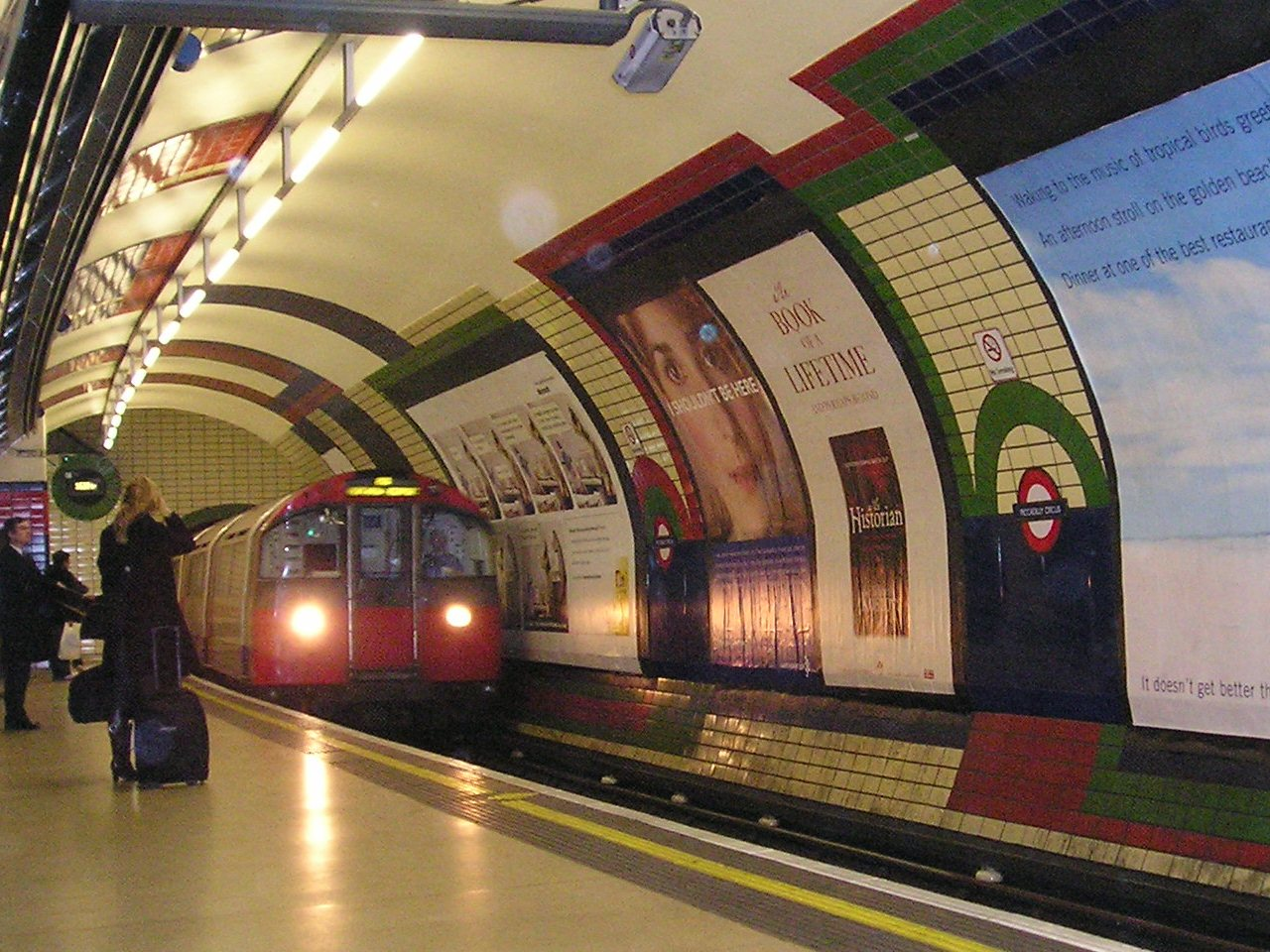
داخل محطة مترو بيكاديلى سيركس.

تقع محطة بيكاديلي سيركس في مترو أنفاق لندن مباشرة أسفل ميدان بيكاديلي نفسه، مع مداخل في كل زاوية. تعد المحطة واحدة من المحطات القليلة التي لا تحتوي على مبانٍ مرتبطة بها فوق الأرض وهي تحت الأرض بالكامل.
المحطة على خط بيكاديلي بين جرين بارك وساحة ليستر، والخط باكيرلو بين شرينغ وأوكسفورد سيركس.

## المظاهرات
جعل مكانة الميدان كفضاء عام شكّل سبب للعديد من المظاهرات السياسية، بما في ذلك احتجاج 15 فبراير 2003 المناهض للحرب، واحتجاج «الكرنفال ضد الرأسمالية» ضد قمة مجموعة الثماني التاسعة والثلاثين في عام 2013.

## الثقافة الشعبية
تُستخدم العبارة مثل ميدان بيكاديلي بشكل شائع في المملكة المتحدة للإشارة إلى مكان أو موقف مزدحم للغاية بالناس. لقد قيل أن الشخص الذي يبقى لفترة كافية في ميدان بيكاديلي سوف يصطدم في النهاية بكل شخص يعرفه. ربما بسبب هذا الارتباط، خلال الحرب العالمية الثانية، كان «ميدان بيكاديلي» هو الاسم الرمزي الذي أُطلق على موقع تجميع أسطول غزو الحلفاء ليوم النصر في القناة الإنجليزية.
ألهم ميدان بيكاديلي الفنانين والموسيقيين. ميدان بيكاديلي (1912) هو اسم وموضوع لوحة للفنان البريطاني تشارلز جينر، وهي جزء من مجموعة تيت بريطانيا. لدى النحات بول مكارثي أيضًا إصدارًا من 320 صفحة من مجلدين من لقطات الفيديو باسم ميدان بيكاديلي. ذكر بوب مارلي ميدان بيكاديلي في أغنيته «غريب الريغي» في ألبوم «اقبض النار» من عام 1973.
لوحة إل إس لوري لوحة بيكاديلي، لندن (1960)، وهي جزء من مجموعة اللورد تشارلز فورتي لما يقرب من ثلاثة عقود،  بيعت بمبلغ 5,641,250 جنيهًا إسترلينيًا عند بيعها بالمزاد لأول مرة في مزاد كريستيز للقرن العشرين للفنون البريطانية والأيرلندية في 16 نوفمبر 2011.  لوحة الرسام البريطاني المعاصر كارل راندال «ميدان بيكاديلي» (2017) عبارة عن لوحة قماشية أحادية اللون كبيرة تصور المنطقة ليلاً مع حشود، وقد اشتمل صنعها على رسم أكثر من 70 صورة من الحياة.
في كول أوف ديوتي: الحرب الحديثة (2019)، تجري مهمة الحملة الثانية في ميدان بيكاديلي، حيث يتدخل اللاعب أثناء هجوم إرهابي قامت به مجموعة «القاتلة» الإرهابية الخيالية. هناك أيضًا خريطة متعددة اللاعبين تسمى بيكاديلي، والتي يبدو أنها حدثت في أعقاب الهجوم الإرهابي.